# Who Wants to Live Forever
Who Wants to Live Forever – piosenka brytyjskiego zespołu Queen z 1986 roku wydana na singlu, który promował album A Kind of Magic (1986). Tę rockową balladę napisał gitarzysta grupy, Brian May. Utwór powstał na potrzeby amerykańsko-brytyjskiego filmu Nieśmiertelny (1986).
W teledysku, oprócz członków grupy Queen, utwór wykonuje zespół orkiestry symfonicznej.
Na albumie studyjnym A Kind of Magic zamieszczono, jako jedną z dodatkowych ścieżek, utwór „Forever”, który jest instrumentalną wersją piosenki „Who Wants to Live Forever”.

## Teledysk
Wideoklip został wyreżyserowany przez Davida Malleta. Produkcja, która kosztowała ok. 150 000 GBP, była jedną z najdroższych tego typu w filmografii zespołu Queen. Klip nakręcono z udziałem orkiestry filharmonicznej National Philharmonic Orchestra i 40-osobowego chóru chłopięcego. Planem filmowym był magazyn tytoniowy, który był zlokalizowany w londyńskiej dzielnicy East End. Podczas kręcenia teledysku użyto również 2000 świec.

## Listy przebojów
| Kraj | Lista            | Pozycja | Źr.   |
| ---- | ---------------- | ------- | ----- |
| NL   | Single Top 100   | 29      | [ 3 ] |
| IE   | Top 100 Singles  | 15      | [ 4 ] |
| DE   | Single Top 100   | 52      | [ 5 ] |
| GB   | UK Singles Chart | 24      | [ 6 ] |

| Kraj   | Lista                          | Pozycja | Źr.   |
| ------ | ------------------------------ | ------- | ----- |
| BE-VLG | Ultratop 50 Singles (Flandria) | 44      | [ 7 ] |
| NL     | Single Top 100                 | 6       | [ 3 ] |

| Kraj | Lista                        | Pozycja | Źr.   |
| ---- | ---------------------------- | ------- | ----- |
| US   | Hard Rock Digital Song Sales | 16      | [ 8 ] |

## Personel
- Freddie Mercury – wokal główny i wspierający
- Brian May – wokal główny i wspierający, syntezator, gitara elektryczna, orkiestrowe aranżacje
- Roger Taylor – perkusja, automat perkusyjny, wokal wspierający

Pozostali muzycy
- Michael Kamen – orkiestrowe aranżacje, dyrygent
- National Philharmonic Orchestra – instrumenty strunowe, dęte blaszane, perkusyjne

## Wersje innych wykonawców

### Edyta Górniak
W 2003 roku wersję piosenki „Who Wants to Live Forever” nagrała polska piosenkarka Edyta Górniak, którą zatytułowano „Nieśmiertelni”. Autorem polskich słów był Ryszard Kunce. Singiel promował kompilację RMF FM – Moja i Twoja muzyka. Singiel dotarł do 1. miejsca Poplisty ogólnopolskiej stacji radiowej RMF FM.
Za promocję singla odpowiedzialna była rozgłośnia radiowa RMF FM.
Lista utworów
1. „Nieśmiertelni” – 3:26[9]

### Inne wersje
- 1989: Louisa, córka Briana Maya (wtedy 8-letnia), zaśpiewała „Who Wants to Live Forever”, a wykonanie umieszczono potem na singlu (12″), razem z inną wersją piosenki, którą May zaśpiewał z dziećmi o imionach Ian i Belinda
- 1992: podczas The Freddie Mercury Tribute Concert utwór zaśpiewał brytyjski muzyk Seal
- 1995: May zaśpiewał „Who Wants to Live Forever” w duecie z amerykańską piosenkarką Jennifer Rush; tę wersję zamieszczono na jej albumie Out of My Hands
- 1997: Sarah Brightman – album Timeless (USA/Kanada: Time to Say Goodbye), singiel
- 1997: niemiecki zespół Dune – album Forever
- 2005: amerykański zespół Breaking Benjamin – album Killer Queen: A Tribute to Queen
- 2006: holenderski zespół After Forever – album Mea Culpa

## Wykorzystanie
Piosenka „Who Wants to Live Forever” została wykorzystana w kilku odcinkach („The Gathering”, „Revenge is Sweet”, „The Hunters”, „Leader of the Pack”) serialu Nieśmiertelny (1992).
Utwór pojawił się w amerykańsko-brytyjskim filmie biograficznym Bohemian Rhapsody z 2018 roku. Wyreżyserowany przez Bryana Singera obraz przedstawiał historię zespołu Queen.